# Bhawanipur (Sarlahi)
Pour les articles homonymes, voir Bhawanipur.
Bhawanipur (en népalais : भवानीपुर्) est un comité de développement villageois du Népal situé dans le district de Sarlahi. Au recensement de 2011, il comptait 3 403 habitants.